# Cmentarz ewangelicki w Kałdunach
Cmentarz ewangelicki w Kałdunach – nieczynny cmentarz ewangelicki znajdujący się w Kałdunach.
Cmentarz został założony w XIX wieku. Należał do nieistniejącej już parafii ewangelicko-augsburskiej w Bełchatowie. Na cmentarzu zachowały się nieliczne kamienne nagrobki z napisami w języku niemieckim oraz duży drewniany krzyż.